# Monocelis pictocephala
Monocelis pictocephala är en plattmaskart som beskrevs av Martens och curini-Galletti 1989. Monocelis pictocephala ingår i släktet Monocelis och familjen Monocelididae.
Artens utbredningsområde är Indiska oceanen. Inga underarter finns listade i Catalogue of Life.